# پل دوستی افغانستان و تاجیکستان
پل دوستی افغانستان و تاجیکستان پلی است دو ساحل منطقه درواز را از طریق رود پنج (در پایین دست که به نام آمودریا شناخته می‌شود) و تاجیکستان و افغانستان را از هم جدا می‌کند، در شهر قلعه خمب به هم متصل می‌کند. در ۶ ژوئیه ۲۰۰۴ افتتاح شد. هزینه ساخت آن حدود ۵۰۰ هزار دلار آمریکا بود.

## تاریخچه
این پل با هزینه ۵۰۰۰۰۰ دلار آمریکا توسط شبکه توسعه آقاخان (AKDN) با حمایت مشترک دولت‌های متحد ایالات متحده و نروژ ساخته شد و توسط امامعلی رحمان رئیس‌جمهور تاجیکستان، نعمت‌الله شهرانی معاون رئیس‌جمهور افغانستان و کریم آقاخان در ژوئیه ۲۰۰۴ افتتاح شد. این دومین پل از سری پل‌هایی بود که بین تاجیکستان و افغانستان توسط AKDN در امتداد رود پنج ساخته شد. (آمودریا از محل تلاقی رود پنج و رود وخش شروع می‌شود) این پل معلق تک مسیر به عرض ۳/۵ متر و به طول ۱۳۵ متر و ظرفیت حمل ۲۵ متریک تن است. این پل یک مسیر برای حمل و نقل تجاری و مسافری است و نشان دهنده یک ارتباط زمینی دائمی بین دو کشور است.